# Segunda División de España 2001-02
La temporada 2001–02 de la Segunda División de España de fútbol corresponde a la 71.ª edición del campeonato y se disputó entre el 25 de agosto de 2001 y el 25 de mayo de 2002.
El campeón de Segunda División fue el Club Atlético de Madrid.

## Sistema de competición
La Segunda División de España 2001/02 fue organizada por la Liga de Fútbol Profesional (LFP).
El campeonato contó con la participación de 22 clubes y se disputó siguiendo un sistema de liga, de modo que todos los equipos se enfrentaron entre sí, todos contra todos en dos ocasiones -una en campo propio y otra en campo contrario- sumando un total de 42 jornadas. El orden de los encuentros se decidió por sorteo antes de empezar la competición.
Los tres primeros clasificados ascendieron directamente a Primera División, y los cuatro últimos clasificados descendieron directamente a Segunda División B. No obstante, el 19º clasificado, el Levante UD se salvó por el descenso administrativo del Burgos CF, que había terminado 16º.

## Clubes participantes
| Datos de ascensos y descensos con respecto a la temporada anterior |
| --- |
| Real Oviedo, Racing de Santander y CD Numancia descienden de Primera División. Sevilla FC, Real Betis y CD Tenerife ascienden a Primera División. SD Compostela, Universidad LPGC CF, Getafe CF y UE Lleida descienden a Segunda División B. Burgos CF, Gimnàstic de Tarragona, Polideportivo Ejido y Xerez CD ascienden a Segunda División. |

| Equipo                           | Ciudad               | Estadio                                   |
| -------------------------------- | -------------------- | ----------------------------------------- |
| Albacete Balompié                | Albacete             | Carlos Belmonte                           |
| Club Atlético de Madrid          | Madrid               | Vicente Calderón                          |
| Club Deportivo Badajoz           | Badajoz              | Nuevo Vivero                              |
| Burgos Club de Fútbol            | Burgos               | El Plantío                                |
| Córdoba Club de Fútbol           | Córdoba              | Nuevo Arcángel                            |
| Sociedad Deportiva Eibar         | Éibar                | Ipurúa                                    |
| Elche Club de Fútbol             | Elche                | Manuel Martínez Valero                    |
| Club de Fútbol Extremadura       | Almendralejo         | Francisco de la Hera                      |
| Club Gimnàstic de Tarragona      | Tarragona            | Nou Estadi                                |
| Real Jaén Club de Fútbol         | Jaén                 | Nueva Victoria                            |
| Club Deportivo Leganés           | Leganés              | Butarque                                  |
| Levante Unión Deportiva          | Valencia             | Ciudad de Valencia                        |
| Real Murcia Club de Fútbol       | Murcia               | La Condomina                              |
| Club Deportivo Numancia de Soria | Soria                | Los Pajaritos                             |
| Real Oviedo                      | Oviedo               | Carlos Tartiere                           |
| Club Polideportivo Ejido         | El Ejido             | Santo Domingo (Juan Rojas en 27/10/01)    |
| Racing Club de Ferrol            | Ferrol               | A Malata (Anxo Carro en J.2)              |
| Real Racing Club de Santander    | Santander            | El Sardinero                              |
| Real Club Recreativo de Huelva   | Huelva               | Nuevo Colombino                           |
| Unión Deportiva Salamanca        | Salamanca            | Helmántico                                |
| Real Sporting de Gijón           | Gijón                | El Molinón                                |
| Xerez Club Deportivo             | Jerez de la Frontera | El Palmar (J.1-21) \| Juventud (J. 22-42) |

## Clasificación
| Pos. | Equipo                         | Pts. | PJ | G  | E  | P  | GF | GC | Dif. | Clasificación                 |
| ---- | ------------------------------ | ---- | -- | -- | -- | -- | -- | -- | ---- | ----------------------------- |
| 1    | Atlético de Madrid (C, A)      | 79   | 42 | 23 | 10 | 9  | 68 | 44 | +24  | Ascenso a Primera División    |
| 2    | Racing de Santander (A)        | 71   | 42 | 19 | 14 | 9  | 58 | 37 | +21  | Ascenso a Primera División    |
| 3    | R. C. Recreativo de Huelva (A) | 69   | 42 | 18 | 15 | 9  | 47 | 35 | +12  | Ascenso a Primera División    |
| 4    | Xerez C. D.                    | 66   | 42 | 19 | 9  | 14 | 43 | 42 | +1   |                               |
| 5    | Elche C. F.                    | 65   | 42 | 17 | 14 | 11 | 52 | 39 | +13  |                               |
| 6    | Sporting de Gijón              | 64   | 42 | 17 | 13 | 12 | 57 | 47 | +10  |                               |
| 7    | Real Oviedo C. F.              | 58   | 42 | 13 | 19 | 10 | 41 | 40 | +1   |                               |
| 8    | S. D. Eibar                    | 58   | 42 | 14 | 16 | 12 | 41 | 27 | +14  |                               |
| 9    | Racing de Ferrol               | 56   | 42 | 16 | 8  | 18 | 58 | 60 | −2   |                               |
| 10   | Albacete Balompié              | 56   | 42 | 15 | 11 | 16 | 43 | 42 | +1   |                               |
| 11   | U. D. Salamanca                | 54   | 42 | 13 | 15 | 14 | 52 | 53 | −1   |                               |
| 12   | C. D. Badajoz                  | 53   | 42 | 15 | 8  | 19 | 43 | 52 | −9   |                               |
| 13   | Córdoba C. F.                  | 53   | 42 | 14 | 11 | 17 | 46 | 51 | −5   |                               |
| 14   | C. D. Leganés                  | 53   | 42 | 13 | 14 | 15 | 40 | 46 | −6   |                               |
| 15   | Real Murcia C. F.              | 52   | 42 | 12 | 16 | 14 | 37 | 38 | −1   |                               |
| 16   | Burgos C. F. (D)               | 52   | 42 | 12 | 16 | 14 | 31 | 37 | −6   | Descenso a Segunda División B |
| 17   | C. D. Numancia                 | 51   | 42 | 13 | 12 | 17 | 45 | 53 | −8   |                               |
| 18   | Polideportivo Ejido            | 50   | 42 | 12 | 14 | 16 | 41 | 48 | −7   |                               |
| 19   | Levante U. D.                  | 50   | 42 | 12 | 14 | 16 | 41 | 54 | −13  |                               |
| 20   | Gimnàstic de Tarragona (D)     | 49   | 42 | 12 | 13 | 17 | 45 | 49 | −4   | Descenso a Segunda División B |
| 21   | C. F. Extremadura (D)          | 43   | 42 | 10 | 13 | 19 | 37 | 50 | −13  | Descenso a Segunda División B |
| 22   | Real Jaén C. F. (D)            | 42   | 42 | 11 | 9  | 22 | 30 | 52 | −22  | Descenso a Segunda División B |

 Fuente: BDFútbol
Criterios de clasificación: Puntos · Enfrentamientos directos · Diferencia de goles · Goles a favor · Play-off
Notas:
1. ↑  El Burgos C. F. fue descendido a Segunda División B al no completar su proceso de conversión en una sociedad anónima deportiva, en consecuencia el Levante U. D. mantuvo su plaza en Segunda División, al tratarse del equipo mejor clasificado de los que habían descendido.

## Resultados
| Local \ Visitante          | ALB | ATM | BAD | BUR | COR | EIB | ELC | EXT | GIM | JAE | LEG | LEV | MUR | NUM | OVI | POL | RFE | RAC | REC | SAL | SPO | XER |
| -------------------------- | --- | --- | --- | --- | --- | --- | --- | --- | --- | --- | --- | --- | --- | --- | --- | --- | --- | --- | --- | --- | --- | --- |
| Albacete Balompié          | —   | 2–1 | 2–0 | 2–1 | 0–0 | 0–0 | 0–2 | 1–1 | 1–0 | 4–0 | 1–2 | 3–0 | 1–0 | 3–1 | 1–1 | 2–1 | 2–1 | 0–1 | 0–0 | 0–1 | 1–2 | 3–0 |
| Atlético de Madrid         | 3–2 | —   | 1–0 | 1–1 | 0–0 | 1–0 | 4–0 | 3–2 | 3–3 | 2–0 | 0–2 | 2–1 | 4–2 | 2–2 | 0–0 | 1–0 | 1–1 | 2–0 | 1–1 | 2–1 | 0–1 | 0–0 |
| C. D. Badajoz              | 2–3 | 0–1 | —   | 2–3 | 0–1 | 0–1 | 1–3 | 2–2 | 2–1 | 1–0 | 3–2 | 2–2 | 1–1 | 0–0 | 1–0 | 0–1 | 2–1 | 3–2 | 1–0 | 2–2 | 1–2 | 1–0 |
| Burgos C. F.               | 0–0 | 0–4 | 0–1 | —   | 0–1 | 0–0 | 0–0 | 1–0 | 1–0 | 0–0 | 0–0 | 0–1 | 0–1 | 1–1 | 1–1 | 2–0 | 2–4 | 0–0 | 1–3 | 0–0 | 0–0 | 3–1 |
| Córdoba C. F.              | 3–1 | 0–2 | 1–2 | 1–1 | —   | 0–2 | 3–0 | 2–0 | 1–1 | 2–1 | 1–1 | 3–1 | 2–1 | 1–0 | 0–1 | 0–1 | 1–1 | 0–4 | 0–0 | 4–2 | 1–2 | 0–0 |
| S. D. Eibar                | 1–0 | 0–3 | 0–1 | 1–0 | 2–1 | —   | 3–1 | 0–0 | 3–1 | 1–1 | 0–0 | 7–0 | 0–1 | 2–0 | 1–1 | 4–2 | 2–0 | 2–2 | 1–1 | 0–1 | 2–0 | 2–0 |
| Elche C. F.                | 1–0 | 5–1 | 1–0 | 2–0 | 2–3 | 0–0 | —   | 0–0 | 1–0 | 1–3 | 1–0 | 2–2 | 1–1 | 1–1 | 2–0 | 2–0 | 0–0 | 1–1 | 1–1 | 4–1 | 1–0 | 4–0 |
| C. F. Extremadura          | 0–0 | 2–0 | 0–4 | 2–0 | 3–2 | 0–1 | 1–0 | —   | 1–0 | 5–0 | 2–1 | 1–0 | 0–2 | 0–2 | 1–1 | 1–1 | 1–2 | 2–0 | 0–3 | 0–1 | 1–2 | 0–1 |
| Gimnàstic de Tarragona     | 0–1 | 1–2 | 1–1 | 0–0 | 1–0 | 1–0 | 1–2 | 3–1 | —   | 0–2 | 0–1 | 1–0 | 1–1 | 3–1 | 1–0 | 2–2 | 2–0 | 0–0 | 1–2 | 2–2 | 1–1 | 2–1 |
| Real Jaén C. F.            | 1–0 | 1–0 | 0–1 | 0–0 | 1–2 | 0–0 | 0–1 | 1–0 | 0–1 | —   | 1–0 | 0–1 | 0–0 | 1–2 | 1–3 | 3–1 | 1–4 | 0–0 | 1–1 | 0–1 | 3–3 | 0–2 |
| C. D. Leganés              | 1–2 | 0–3 | 1–0 | 0–0 | 1–1 | 1–0 | 0–0 | 2–0 | 2–1 | 2–0 | —   | 2–1 | 0–0 | 0–1 | 1–3 | 2–0 | 2–2 | 1–4 | 0–0 | 3–1 | 0–2 | 0–1 |
| Levante U. D.              | 1–1 | 2–4 | 0–1 | 0–0 | 3–1 | 0–0 | 1–1 | 1–0 | 2–2 | 0–1 | 1–2 | —   | 0–0 | 0–1 | 0–0 | 0–0 | 3–1 | 1–1 | 0–1 | 2–2 | 4–3 | 0–1 |
| Real Murcia C. F.          | 0–0 | 3–1 | 1–1 | 1–2 | 1–0 | 0–0 | 2–1 | 2–1 | 0–2 | 3–0 | 0–0 | 0–1 | —   | 1–2 | 1–1 | 0–1 | 1–2 | 0–0 | 2–0 | 3–3 | 3–1 | 0–0 |
| C. D. Numancia             | 1–0 | 1–2 | 1–2 | 1–5 | 0–2 | 1–1 | 1–1 | 0–0 | 0–0 | 1–0 | 1–0 | 1–2 | 1–0 | —   | 1–2 | 3–0 | 4–0 | 0–1 | 0–0 | 2–2 | 3–1 | 1–1 |
| Real Oviedo C. F.          | 0–0 | 2–3 | 1–0 | 2–0 | 3–1 | 1–0 | 3–6 | 1–1 | 0–2 | 0–0 | 0–0 | 1–1 | 2–0 | 0–0 | —   | 1–1 | 2–1 | 0–0 | 1–1 | 0–0 | 0–2 | 1–0 |
| Polideportivo Ejido        | 2–0 | 1–2 | 1–0 | 0–1 | 1–1 | 0–0 | 0–0 | 0–0 | 1–0 | 1–0 | 1–1 | 1–0 | 0–0 | 3–4 | 3–0 | —   | 3–0 | 1–0 | 0–0 | 2–5 | 2–2 | 1–1 |
| Racing de Ferrol           | 2–0 | 1–1 | 1–0 | 3–0 | 1–3 | 1–1 | 1–0 | 2–0 | 1–2 | 0–1 | 3–0 | 1–2 | 2–0 | 2–1 | 0–2 | 2–1 | —   | 2–0 | 1–1 | 3–1 | 1–2 | 2–2 |
| Racing de Santander        | 3–1 | 1–0 | 3–0 | 0–2 | 2–0 | 1–1 | 0–0 | 1–1 | 3–0 | 2–0 | 3–1 | 4–2 | 1–0 | 4–0 | 1–1 | 2–1 | 0–1 | —   | 1–5 | 2–0 | 2–1 | 1–0 |
| R. C. Recreativo de Huelva | 3–1 | 1–3 | 2–0 | 0–1 | 2–1 | 1–0 | 1–0 | 3–2 | 1–0 | 0–3 | 1–2 | 0–0 | 0–1 | 1–0 | 0–2 | 1–0 | 1–0 | 1–1 | —   | 2–0 | 0–0 | 2–1 |
| U. D. Salamanca            | 2–0 | 0–0 | 2–2 | 0–1 | 0–0 | 1–0 | 1–0 | 0–0 | 3–3 | 0–1 | 1–0 | 0–1 | 0–0 | 2–0 | 3–0 | 0–2 | 3–1 | 1–2 | 2–3 | —   | 1–2 | 1–1 |
| Sporting de Gijón          | 0–0 | 2–1 | 3–0 | 0–1 | 3–0 | 1–0 | 0–1 | 1–1 | 1–1 | 3–2 | 1–1 | 0–1 | 0–1 | 2–1 | 0–0 | 1–1 | 5–3 | 1–1 | 3–1 | 1–1 | —   | 0–1 |
| Xerez C. D.                | 1–2 | 0–1 | 2–0 | 1–0 | 1–0 | 1–0 | 2–0 | 1–2 | 2–1 | 1–0 | 3–3 | 0–1 | 3–1 | 2–1 | 2–1 | 2–1 | 2–1 | 2–1 | 0–0 | 0–2 | 1–0 | —   |

## Trofeo Pichichi
Por segunda temporada consecutiva el Atlético de Madrid contó en sus filas con el Pichichi de la categoría. En un intercambio de delanteros, Salva Ballesta, ganador del trofeo la temporada anterior, se marchó al Valencia, que cedió al uruguayo Diego Alonso al Atlético de Madrid. El charrúa, con un brillante final de temporada -nueve goles en las trece últimas jornadas-, se coronó como máximo goleador del campeonato por delante de Ariza Makukula.
| Pos. | Jugador                    | Equipo               | Goles | Pen. |
| ---- | -------------------------- | -------------------- | ----- | ---- |
| 1º   | Diego Alonso               | Atlético de Madrid   | 22    | 5    |
| 2º   | Ariza Makukula             | UD Salamanca         | 20    | 0    |
| 3º   | David Villa                | Sporting de Gijón    | 18    | 5    |
| 4º   | Ismael Marchal, 'Irurzun'  | Racing de Ferrol     | 17    | 5    |
|      | Juan Fco. Martínez, 'Nino' | Elche                | 17    | 4    |
| 6º   | Raúl Molina                | Recreativo de Huelva | 15    | 1    |
| 7º   | Julio Pineda               | Xerez                | 14    | 2    |
| 8º   | Fernando Correa            | Atlético de Madrid   | 13    | 0    |
|      | José Luis R. Loreto        | Real Murcia          | 13    | 0    |
| 10º  | José María Mena            | Xerez                | 12    | 0    |

## Otros premios

### Trofeo Zamora
La Eibar se convirtió en el primer club de Segunda División en recibir en tres ocasiones el Trofeo Zamora. Manuel Almunia, descartado por el Celta de Vigo, recaló como cedido en el club armero y se convirtió en el portero menos goleado de la liga. Para optar al premio fue necesario disputar 60 minutos en, como mínimo, 28 partidos.

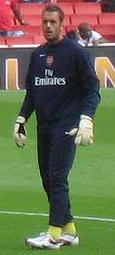
Manuel Almunia.

| Pos. | Jugador                 | Equipo               | Goles | Partidos | Promedio |
| ---- | ----------------------- | -------------------- | ----- | -------- | -------- |
| 1º   | Manuel Almunia          | Eibar                | 19    | 34       | 0,56     |
| 2º   | César Quesada           | Recreativo de Huelva | 27    | 39       | 0,69     |
| 3º   | Alfonso Subero, 'Tito'  | Burgos               | 27    | 37       | 0,73     |
| 4º   | Erwin Lemmens           | Racing de Santander  | 28    | 33       | 0,85     |
| 5º   | Andreas Reinke          | Real Murcia          | 34    | 39       | 0,87     |
| 6º   | Esteban Suárez          | Real Oviedo          | 38    | 41       | 0,93     |
| 7º   | Germán Burgos           | Atlético de Madrid   | 32    | 34       | 0,94     |
| 8º   | Joaquín Enrique Valerio | Elche                | 37    | 38       | 0,97     |
| 9º   | Raúl Valbuena           | Albacete             | 35    | 36       | 0,97     |
| 10º  | Raúl Arribas            | Leganés              | 30    | 30       | 1,00     |

### Trofeo Guruceta
Román González amplió su récord logrando por cuarta vez el Trofeo Guruceta del Diario Marca como mejor árbitro de Segunda División.
| Pos. | Árbitro (colegio)            | Puntos | Partidos | Cociente |
| ---- | ---------------------------- | ------ | -------- | -------- |
| 1º   | Miguel Carlos Román González | 26     | 19       | 1,37     |
| 2º   | Xavier Moreno Delgado        | 26     | 20       | 1,30     |
| 3º   | Carlos Velasco Carballo      | 24     | 20       | 1,20     |

## Resumen
Campeón de Segunda División:
| - Club Atlético de Madrid |

Ascienden a Primera División:
| - Club Atlético de Madrid | - Real Racing Club de Santander | - Real Club Recreativo de Huelva |

Descienden a Segunda División B: 
| - Burgos Club de Fútbol (administrativo) | - Club Gimnàstic de Tarragona | - Club de Fútbol Extremadura | - Real Jaén Club de Fútbol |